# Reactor discontinuo

Símbolo de reactor discontinuo.

Reactor discontinuo es la expresión genérica para cualquier tipo de contenedor utilizado en procesos industriales. Estos reactores son utilizados para una gama de operaciones de procesos, tales como disolución de sólidos, mezclado de productos, reacciones químicas, destilación discontinua, cristalización, extracción líquido-líquido y polimerización. En algunos casos, no se refiere a estos procesos como reactores, sino por algún nombre que denota el rol que desempeñan (como cristalizador, o biorreactor).
Un reactor discontinuo típico consiste en un tanque de almacenamiento con un agitador y un sistema integral de calentado/enfriado. Estos contenedores pueden variar en capacidad de menos de un litro a más de 15 000 litros. Comúnmente están fabricados de acero, acero inoxidable, acero revestido de vidrio, vidrio o aleaciones exóticas. Usualmente líquidos y sólidos son suministrados por la tapa superior del reactor. Vapores y gases son removidos a través de conexiones en la tapa superior. Los líquidos son usualmente retirados por el fondo del reactor. 
Los reactores discontinuos ofrecen una ventaja en su versatilidad. Cualquier contenedor puede realizar una secuencia de reacciones diferentes sin la necesidad de exponer su contenido al ambiente. Esto es particularmente útil cuando se están procesando compuestos tóxicos o altamente potentes.

## Agitación
Generalmente los agitadores se montan en el centro de la parte superior de los reactores mediante un eje de transmisión. Los rodetes se instalan en un eje. Se emplea una amplia gama de diseños de las hélices de los rodetes. Típicamente las hélices cubren dos tercios del diámetro del reactor. Cuando se emplean productos viscosos, por lo general se usan paletas en forma de ancla, las cuales tienen un espacio reducido entre las hélices y las paredes del contenedor.
En la mayoría de los reactores discontinuos también se usan deflectores. Estos son hélices estacionarias utilizadas para disturbar el flujo causado por la rotación del agitador. Los deflectores pueden estar fijados en la tapa del reactor o montados en las paredes internas laterales. 
A pesar de las mejoras importantes en el diseño de hélices y deflectores, el mezclado en reactores discontinuos grandes está constreñido por la cantidad de energía que puede llegarse a emplear. En contenedores grandes, una potencia requerida para mezclar por encima de los cinco vatios por litro puede poner una carga inaceptable en el sistema de enfriado. Cargas altas sobre los agitadores también pueden crear problemas en la estabilidad del eje. En casos donde el mezclado es un parámetro crítico, los reactores discontinuos no son la mejor solución. Tasas de mezclado mucho más altas pueden lograrse empleando sistemas de flujo más pequeños con agitadores de alta velocidad, mezcladores ultrasónicos o mezcladores estáticos. 

## Sistemas de calentado y enfriado
Los productos dentro de reactores discontinuos generalmente liberan o absorben calor durante su procesamiento. Incluso el hecho de remover líquidos almacenados genera calor. Para mantener el contenido del reactor a la temperatura deseada, se debe añadir o remover calor mediante una camisa de enfriamiento o una tubería de enfriamiento. Para calentar y enfriar los reactores discontinuos se usan bobinas de enfriamiento o de calentamiento, o camisas externas. Fluidos de transferencia de calor se pasan a través de la camisa o bobinas para añadir o remover calor.
En las industrias química y farmacéutica se prefiere el uso de camisas de enfriamiento exteriores porque facilitan la limpieza de los contenedores. En estas camisas se puede determinar el rendimiento térmico mediante tres parámetros:
- El tiempo de respuesta para cambiar la temperatura.
- La uniformidad de la temperatura.
- La estabilidad de la temperatura.

Es importante reconocer que los reactores discontinuos grandes con camisas de enfriamiento externas tienen limitaciones de transferencia de calor graves debido a su diseño. Es difícil sobrepasar los 100 vatios por litro, aun cuando las condiciones de transferencia de calor sean ideales. Por el contrario, los reactores continuos pueden alcanzar una capacidad de enfriamiento superior a 10 000 vatios por litro. Para procesos que requieren cargas de calor elevadas existen soluciones mejores que los reactores discontinuos. 
Para procesos de cristalización u operaciones donde el producto o el proceso sean muy sensibles a la temperatura son particularmente importantes una respuesta rápida de control de la temperatura y calentamiento y enfriamiento uniformes de las camisas. ^ara reactores discontinuos hay varios tipos de camisas de enfriamiento:

### Camisa externa simple

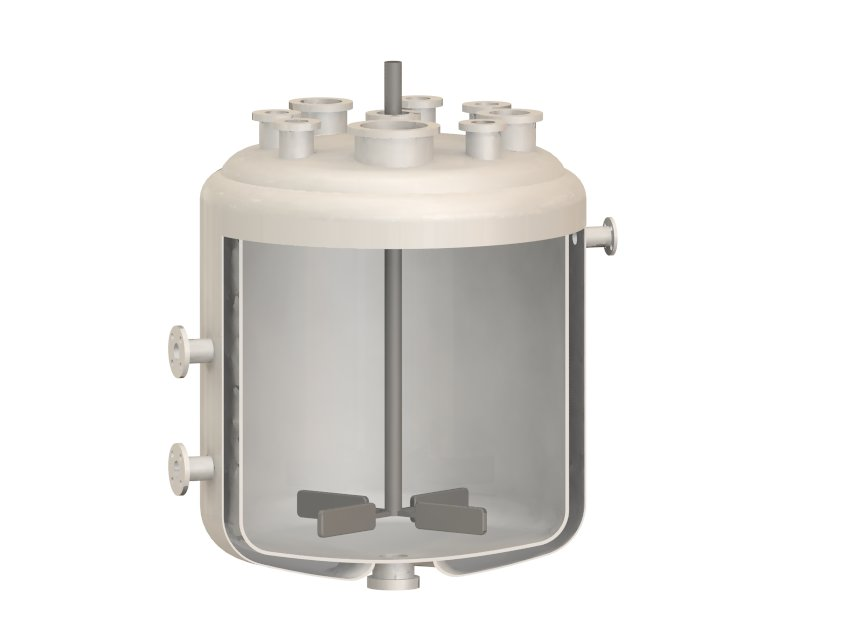
Reactor discontinuo con una camisa exterma simple.

El diseño de camisa simple consiste en una camisa externa la cual rodea el contenedor. Fluidos de transferencia de calor discurren dentro de la camisa y son inyectados a altas velocidades a través de boquillas. La temperatura de la camisa se regula para controlar el calentamiento o el enfriamiento.
La camisa simple probablemente es el diseño más antiguo de camisas de enfriamiento. A pesar de ser un diseño que ha sido ampliamente empleado, tiene limitaciones. En contenedores grandes puede tomar varios minutos para ajustar la temperatura del fluido dentro de la camisa de enfriamiento, cuyo resultado es un control de temperatura lento, rezagado e irregular. La distribución del fluido de transferencia de calor también presenta dificultades. El calentamiento o el enfriamiento tienden a variar entre las paredes laterales y el fondo del contenedor. Otro factor a considerar es la temperatura de entrada del fluido de transferencia de calor, la cual puede oscilar en un rango amplio (en respuesta a la válvula de control de temperatura), lo cual causa puntos calientes o fríos en las entradas de la camisa.

### Camisa de media bobina

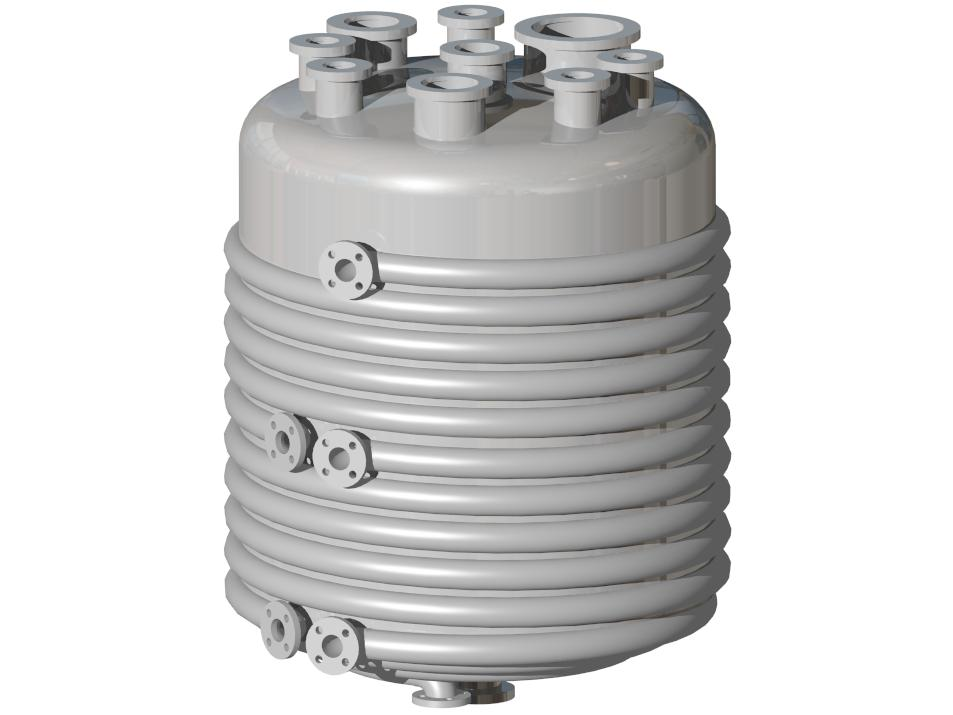
Reactor discontinuo con una camisa de media bobina.

La camisa de media bobina se fabrica al soldar media tubería alrededor del exterior del contenedor para crear un canal de flujo semicircular. El fluido de transferencia de calor pasa a través del canal en forma de flujo de pistón. Un reactor grande puede utilizar varias bobinas para desplegar el fluido de transferencia de calor. Así como en la camisa simple, la temperatura en la camisa de media bobina se regula para controlar el calentamiento o el enfriamiento. 
El flujo de pistón en la camisa de media bobina permite un desplazamiento más rápido del flujo de transferencia de calor (normalmente menos de 60 segundos), lo cual es deseable para un buen control de temperatura. Este diseño también provee una buena distribución de fluido de transferencia de calor, lo cual evita los problemas de la falta de uniformidad en el calentamiento o en el enfriamiento entre las paredes de los lados y el fondo del contenedor. Así como la camisa simple, las entradas de fluidos también son vulnerables a altas oscilaciones en temperatura en respuesta a la válvula de control de temperatura.

### Camisa de enfriamiento de flujo constante

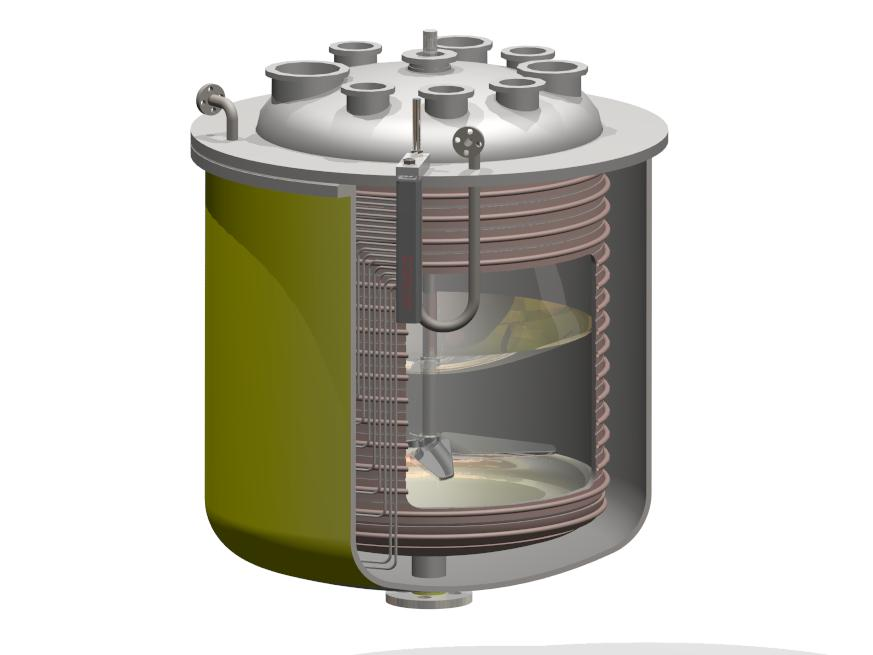
Reactor discontinuo con una camisa de enfriamiento de flujo constante.

El desarrollo de la camisa de flujo constante fue relativamente reciente. No es una camisa única, sino una serie de 20 o más elementos, conformados por camisas pequeñas. La válvula de control de temperatura funciona abriendo y cerrando canales entre los elementos según sea requerido. Al cambiar el área de transferencia de calor de esta manera, la temperatura del proceso se puede regular sin cambiar la temperatura de la camisa. 
Las camisas de flujo constante tienen una respuesta de control de temperatura muy alta (comúnmente menos de cinco segundos), debido a la corta distancia de los canales de flujo y a la alta velocidad de los fluidos de transferencia de calor. Así como en la camisa de media bobina, el flujo de calor es uniforme. A diferencia de los diseños anteriores, las oscilaciones en la temperatura de entradas están ausentes porque la camisa opera a temperaturas mucho más constantes. Una característica atípica de este diseño de camisa es que el calor de los procesos puede ser medido muy sensiblemente. Esto permite al usuario monitorear la tasa de reacción para detectar los puntos finales de la reacción, controlar las tasas de adición de reactivos, controlar la cristalización, etcétera.

## Dimensionamiento
A diferencia de reactores continuos, el tamaño de los reactores discontinuos no es tan importante como el tiempo de la reacción química. Por eso, cuando se diseña un reactor discontinuo se trata de determinar su tiempo de residencia. Por ejemplo, si consideramos la reacción:
A → B
comenzamos haciendo el balance de material
{\displaystyle {\rm {Acumulaci{\acute {o}}n=entradas-salidas-consumo}}}
como en los reactores discontinuos no hay entradas ni salidas queda que
{\displaystyle Acumulaci{\acute {o}}n=-consumo}
y por lo tanto
{\displaystyle {\frac {dN_{A}}{dt}}=-(-r_{A})V}
donde, {\displaystyle N_{A}} es la cantidad de moles de A en el volumen de reaction, {\displaystyle t} es el tiempo de reacción, {\displaystyle r_{A}} es la tasa de reacción de A, y {\displaystyle V} es el volumen de reacción.
Definiendo la conversión molar como
{\displaystyle X_{A}={\frac {N_{A0}-N_{A}}{N_{A0}}}}
aislando {\displaystyle N_{A}}, y substituyendo en {\displaystyle {\frac {dN_{A}}{dt}}} queda
{\displaystyle {\frac {d[N_{A0}(1-X_{A})]}{dt}}=-(-r_{A})V\rightarrow N_{A0}{\frac {dX_{A}}{dt}}=(-r_{A})V}
donde {\displaystyle N_{A0}} es la cantidad inicial de moles de A. Separando las variables de integración e integrando queda
{\displaystyle t=N_{A0}\int _{0}^{X}{\frac {dX_{A}}{(-r_{A})V}}}
la cual es la ecuación para determinar el tiempo de residencia en un reactor discontinuo ideal.
En situaciones donde no hay un cambio significativo de densidad, {\displaystyle V=V_{0}}, lo cual modifica la ecuación del tiempo de residencia
{\displaystyle t={\frac {N_{A0}}{V_{0}}}\int _{0}^{X}{\frac {dX_{A}}{-r_{A}}}\rightarrow t=C_{A0}\int _{0}^{X}{\frac {dX_{A}}{-r_{A}}}}
donde {\displaystyle C_{A0}} es la concentración de moles de A en el volumen de reacción, y {\displaystyle X_{A}} se redefine con base a la concentración y no el número de moles.
En casos en que la densidad del volumen de reacción cambia significativamente, entonces {\displaystyle V} se redefine como
{\displaystyle V=V_{0}(1+\varepsilon _{A}X_{A})}
donde {\displaystyle V_{0}} es el volumen de reacción inicial, y {\displaystyle \varepsilon _{A}} representa el cambio en volumen del sistema entre el comienzo de la reacción y el punto en que se mide. {\displaystyle \varepsilon _{A}} puede tener valores tanto positivos como negativos. Substituyendo {\displaystyle V} en la ecuación del tiempo de residencia queda
{\displaystyle t=N_{A0}\int _{0}^{X}{\frac {dX_{A}}{(-r_{A})V_{0}(1+\varepsilon _{A}X_{A})}}\rightarrow t=C_{A0}\int _{0}^{X}{\frac {dX_{A}}{(-r_{A})(1+\varepsilon _{A}X_{A})}}}

## Aplicaciones
Los reactores discontinuos se utilizan a menudo en procesos industriales. También tienen varias aplicaciones en el laboratorio: producción de material a baja escala, o la inducción a la fermentación para productos de bebidas. Así mismo, estos reactores tienen varios usos en la producción de medicina. Se utilizan en experimentos para determinar la cinética y la termodinámica de reacciones. También se emplean mucho en el tratamiento de aguas residuales, ya que son efectivos en la reducción de la demanda biológica de oxígeno de aguas afluentes que no han sido tratadas.